# Montréal–Saint-Laurent
Montréal numéro 4 puis, Montréal—Saint-Laurent. est un ancien district provincial du Québec situé sur l'île de Montréal.

## Historique

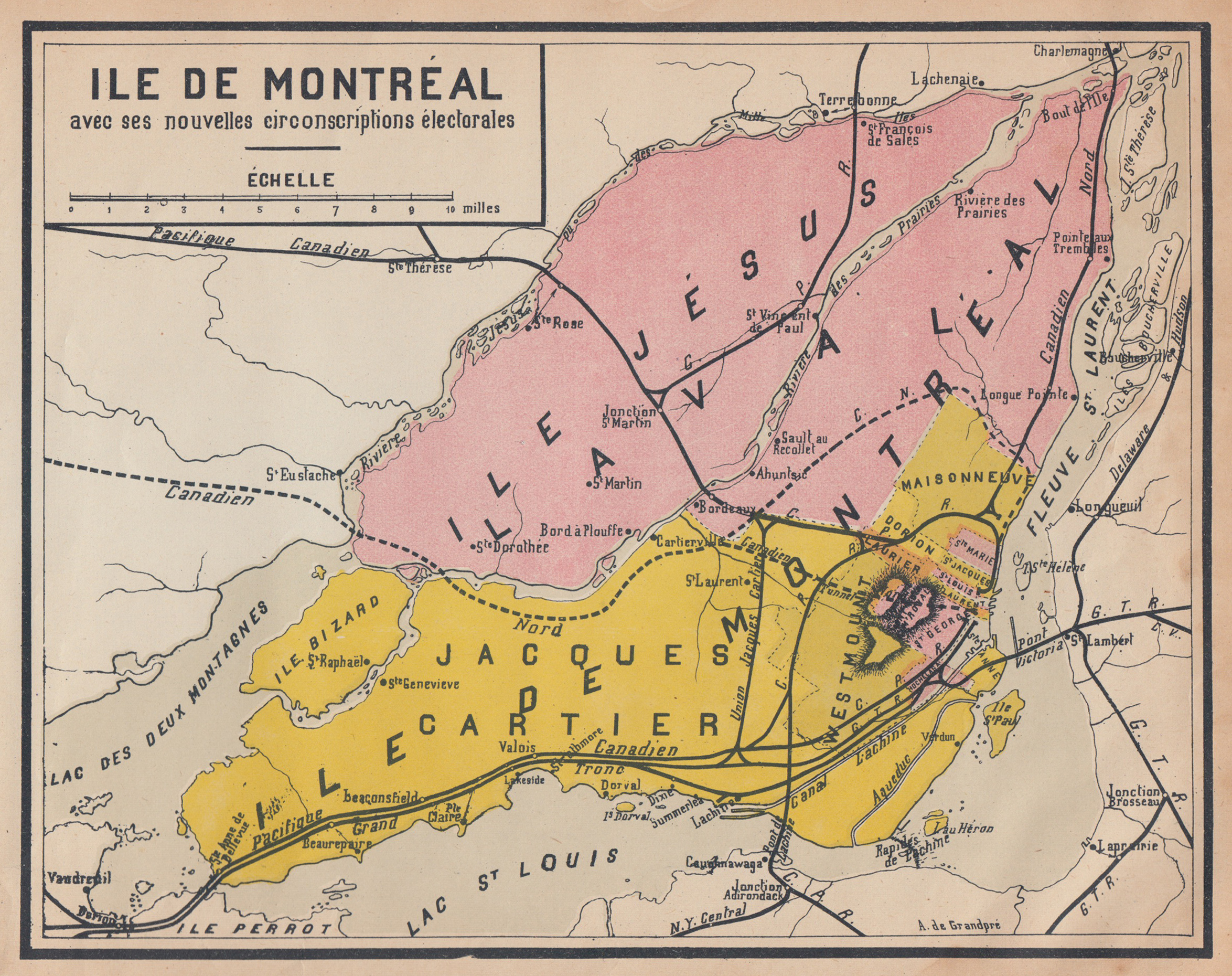
Carte des circonscriptions de l'île de Montréal en 1920. Montréal–Saint-Laurent (identifié LAURENT sur la carte) est au centre-droit, en jaune et orange.

Suivi de : Montréal—Sainte-Anne et de Montréal—Saint-Jacques

## Liste des députés

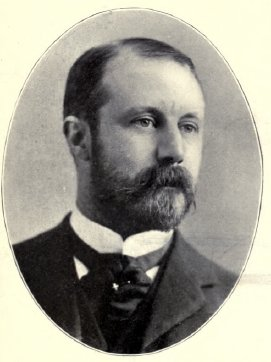
Albert William Atwater est député de Montréal No 4 de 1896 à 1900 pour le Parti Conservateur

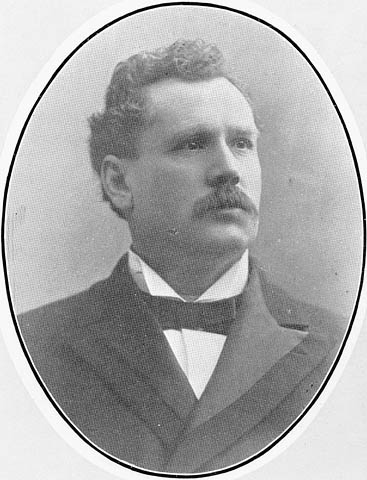
James Cochrane est député de Montréal no 4 de 1900 à 1905 pour le Parti Libéral

|  | 1890 - 1892 | William C. Clendinneng         | Conservateur |
|  | 1892 - 1896 | Alexander Webb Morris          | Conservateur |
|  | 1896 - 1897 | Albert William Atwater         | Conservateur |
|  | 1897 - 1900 | Albert William Atwater         | Conservateur |
|  | 1900 - 1908 | James Cochrane                 | Libéral      |
|  | 1904 - 1905 | James Cochrane                 | Libéral      |
|  | 1905 - 1908 | George Washington Stephens Jr. | Libéral      |
|  | 1908 - 1912 | John Thomas Finnie             | Libéral      |

|  | 1912 - 1916 | John Thomas Finnie   | Libéral         |
|  | 1916 - 1918 | John Thomas Finnie   | Libéral         |
|  | 1918 - 1923 | Henry Miles          | Libéral         |
|  | 1919 - 1923 | Henry Miles          | Libéral         |
|  | 1923 - 1927 | Ernest Walter Sayer  | Conservateur    |
|  | 1927 - 1931 | Joseph Cohen         | Libéral         |
|  | 1931 - 1935 | Joseph Cohen         | Libéral         |
|  | 1935 - 1936 | Joseph Cohen         | Libéral         |
|  | 1936 - 1939 | Thomas Joseph Coonan | Union nationale |